# Рівняння Боголюбова-де Жена
Рівняння Боголюбова — де Жена рівняння типу середнього поля для опису надпровідників. Рівняння було отримано 
незалежно Миколою Боголюбовим в 1959 та П'єром де Женом.
Рівняння має наступний вигляд:

{\displaystyle \left({\begin{array}{cc}H_{0}&\Delta \\\Delta ^{*}&-H_{0}^{*}\end{array}}\right)\left({\begin{array}{c}u(\mathbf {r} )\\v(\mathbf {r} )\end{array}}\right)=E\left({\begin{array}{c}u(\mathbf {r} )\\v(\mathbf {r} )\end{array}}\right),}

де {\displaystyle H_{0}={\frac {1}{2m}}\left(\mathbf {p} -e{\mathbf {A} }\right)^{2}+U(\mathbf {r} )} i {\displaystyle \Delta (\mathbf {r} )} - надпровідний потенціал спарювання.